# Luigi Cherubini
Luigi Cherubini, italijanski skladatelj, * 14. september 1760, Firence, † 15. marec 1842, Pariz.
Njegovo glasbo so sodobniki cenili in Beethoven ga je smatral kot največjega dramskega skladatelja svojega časa. Navkljub temu danes njegove skladbe niso mnogokrat izvajane.

## Življenje
Cherubini se je rodil kot Maria Luigi Carlo Zenobio Salvatore Cherubini. Pri šestih letih ga je začel glasbeno vzgajati njegov oče, ki je bil tudi glasbenik. Do trinajstega leta je skomponiral več sakralnih glasbenih del. Med letoma 1778 in 1780 je študiral glasbo v Bologni in Milanu. Leta 1788 se je ustalil v Parizu, kjer je dosegel le delni uspeh kot operni skladatelj. Njegov prvi večji uspeh je bila opera Lodoïska (1791), ki sta ji sledili Medeja (Médée, 1797), Cherubinijevo najbolj znano delo, in Les deux journées (1800). Njegova dela so bila večinoma izvajana na odru Theatre de la Foire Saint-Germain.
Leta 1795 je postal inšpektor pariškega glasbenega konservatorija. Leta 1805 na pobudo dunajske Opere skomponiral opero Faniska in jo tudi dirigiral. (Opero sta z odobrovanjem sprejela Haydn in Beethoven). Navkljub temu pa z operno glasbo ni dosegal uspega, kakršnega si je želel, zato se je ponovno začel posvečati sakralni glasbi, napisal je sedem maš, dva rekvijema in več kratkih skladb. 
Bil je tudi imenovan za francoskega dvornega glasbenega intendanta (»surintendant de la musique du roi«). Njegov rekvijem v c molu (1816), napisan ob obletnici usmrtitve kralja Louisa XVI je doživel velik uspeh. Leta 1822 je postal ravnatelj pariškega konservatorija, leta 1835 pa dokončal knjigo Nauk o kontrapunktu in fugi.
Pokopan je na pariškem pokopališču Père Lachaise.

## Opere (izbor)
- Olimpiade (1783)
- Alexader iz Indije (1784)
- Demetrio (1785)
- Lažniva princesa (1785)
- Ifigenija na Avlidi (1788)
- Lodoiska (1791)
- Medeja (1797)
- Les deux journées (1800)
- Faniska (1805)
- Pigmalion (1809)
- Ali Baba in štirideset razbojnikov (1833)